# ヤマザキ動物専門学校
ヤマザキ動物専門学校（ヤマザキどうぶつせんもんがっこう）は、東京都渋谷区にある日本の専修学校。

## 概要および沿革
1967年に設置された、イヌのスペシャリスト養成機関であるシブヤ・スクール・オブ・ドッグ・グルーミングを源流とし、以後各種学校を経て、学校法人ヤマザキ学園の設置により1995年に「専修学校日本動物学院」として発足。2004年のヤマザキ動物看護短期大学の開学とともに現校名である「ヤマザキ動物専門学校」に改称。
2018年11月15日に 文部科学省より「平成31年度開設予定の大学等の設置に係る答申内容の結果、判定を可とするもの」と通達。ヤマザキ動物看護専門職短期大学の設置が認められた。これに伴い、既設の専門学校動物看護・美容学科（3年制）の生徒募集を2019年度より停止し、さらに既存の2つの学科を統合して、動物看護・美容・トレーニング学科（2年制）の1学科体制とした上で、入学定員を40名（前年は80名）へ減員した。

## 学科
- 愛玩動物看護学科

## 所在地およびアクセス
- 東京都渋谷区松濤2-16-5
- 京王井の頭線神泉駅より徒歩5-8分程度。